# Самора, Альфонсо
Альфо́нсо Само́ра Ки́рос (исп. Alfonso Zamora Quiroz; род. 9 февраля 1954, Мехико) — мексиканский боксёр легчайшей весовой категории. В начале 1970-х годов выступал за сборную Мексики: серебряный призёр летних Олимпийских игр в Мюнхене, победитель многих международных турниров и национальных первенств. В период 1973—1980 успешно боксировал на профессиональном уровне, владел титулом чемпиона мира по версии ВБА.

## Биография
Альфонсо Самора родился 9 февраля 1954 года в Мехико. К восемнадцатилетнему возрасту провёл более 40 боёв в любительском боксе и абсолютно во всех был победителем. Благодаря череде удачных выступлений удостоился права защищать честь страны на летних Олимпийских играх 1972 года в Мюнхене — в легчайшем весе сумел дойти здесь до финала, но в решающем матче по очкам проиграл кубинцу Орландо Мартинесу. Получив серебряную олимпийскую медаль, решил попробовать себя среди профессионалов и покинул сборную. Всего в любительском боксе провёл 50 матчей, из них 46 завершил досрочно, проиграв только раз, в финале Олимпиады.
Профессиональный дебют Саморы состоялся в апреле 1973 года, своего первого соперника он победил нокаутом уже во втором раунде. В течение двух последующих лет провёл множество удачных поединков, занял высокие места в мировых рейтингах и в марте 1975 года получил возможность побороться за титул чемпиона мира в легчайшей весовой категории по версии Всемирной боксёрской ассоциации (ВБА). Нокаутировал действующего чемпиона корейца Хон Су Хвана в четвёртом раунде.
Впоследствии защитил выигранный чемпионский пояс пять раз, в том числе вновь взял верх на Су Хваном, а также победил такого известного боксёра как Эусебио Педроза, будущего чемпиона мира в полулёгком весе. Первое в карьере поражение потерпел в апреле 1977 года от небитого соотечественника Карлоса Сарате Серны — бой был нетитульным, поэтому Самора не лишился своего звания, но этот проигрыш техническим нокаутом в четвёртом раунде очень сильно на него повлиял, и дальнейшая его карьера складывалась уже не так удачно. Уже в следующем матче Самора проиграл панамцу Хорхе Лухану и потерял чемпионский пояс.
Самора продолжал выходить на ринг вплоть до 1980 года, но в последнее время дрался уже не с самыми сильными противниками и часто проигрывал. В поздний период наиболее значима его победа над американцем Альберто Сандовалем, будущим претендентом на титул чемпиона мира по версии Всемирного боксёрского совета (ВБС). Альфонсо Самора завершил карьеру профессионального спортсмена с послужным списком в 38 боёв: из них 33 окончены победой и 5 поражением. Из 33 победных матчей только один продлился все положенные раунды и закончился по очкам, тогда как остальные завершились досрочно. Журналом «Ринг» мексиканский боксёр поставлен на 47-е место в списке ста величайших панчеров всех времён. В 2005 году включён во Всемирный зал славы бокса.